# Friedrich Koncilia
Friedrich "Friedl" Koncilia, född den 25 februari 1948 i Klagenfurt, är en österrikisk före detta professionell fotbollsspelare (målvakt). Koncilia var med i de österrikiska landslag som spelade i VM 1978 och 1982.

## Meriter
- 84 A-landskamper för Österrikes fotbollslandslag
- Österrikisk mästare (8): 1972, 1973, 1975, 1977, 1980, 1981, 1984, 1985
- Österrikisk cupmästare (6): 1973, 1975, 1978, 1980, 1982, 1984